# Josef Bayer
Josef Bayer  (6 de março, 1852 – 12 de março, 1913) foi um compositor austriaco de música erudita, e director do Austrian Court Ballet entre 1883 e 1913 data de sua morte. 
Nasceu em Viena, e estudou no Conservatório de Viena, com Joseph Hellmesberger, Anton Bruckner e Otto Dessoff, foi violinista da Wiener Hofoper (a orquestra da ópera da corte de Viena), entre 1870-1898.

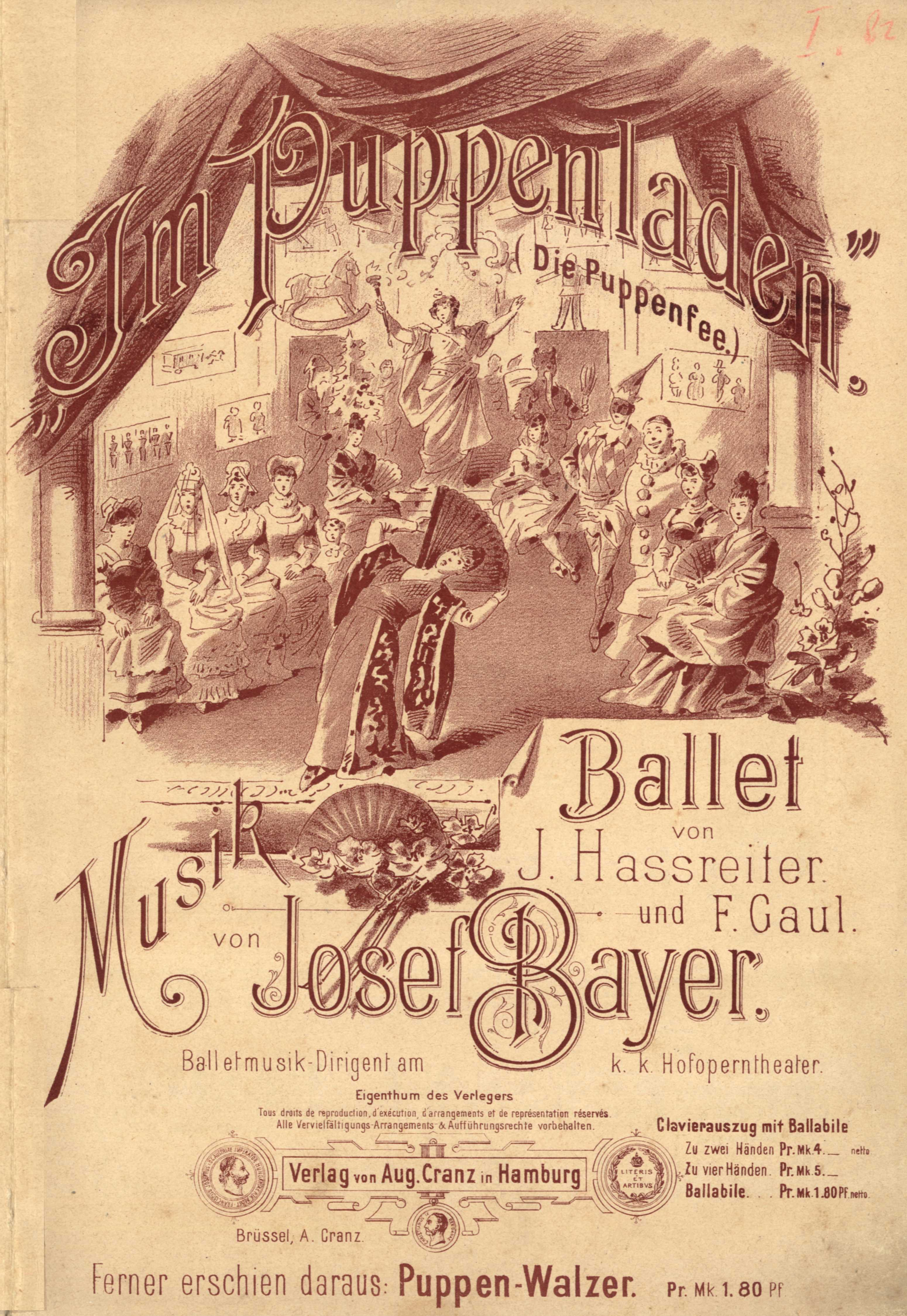
Capa da partitura para piano

Embora tenha criado mais de vinte ballets, ele é lembrado por Die Puppenfee ("The Fairy Doll") de 1888. 
Bayer foi amigo do compositor Johann Strauss II e foi ele que completou o inacabado Ballet Strauss Cinderela, Aschenbroedel em 1900, tendo Strauss morrido em 1899.
Bayer festejou as bodas de ouro de Strauss como maestro e compositor do balé  "Rund um Wien", em 1894, realizado na Ópera Estatal de Viena.
Bayer compôs as Operetas Der Chevalier von San Marco (1882), Mister Menelaus (1896),Fräulein Hexe (1898), Der Polizeichef(1904),  
Spitzbub & Cie (1907), e Das Damenduell (1907).